# Wario Land 4
Wario Land 4 (conhecido como Wario Land Advance no Japão) é um jogo eletrônico lançado para o Game Boy Advance em 2001. Nesse jogo, Wario tem que recolher quatro tesouros para destrancar uma pirâmide e salvar a Princesa Shokora da Golden Diva. O título fez parte do pacote de vinte jogos disponibilizados gratuitamente aos "embaixadores" do Nintendo 3DS, que haviam comprado o console antes do corte de preço, e pôde ser baixado, exclusivamente por eles, a partir de 16 de dezembro de 2011.